# STS-78

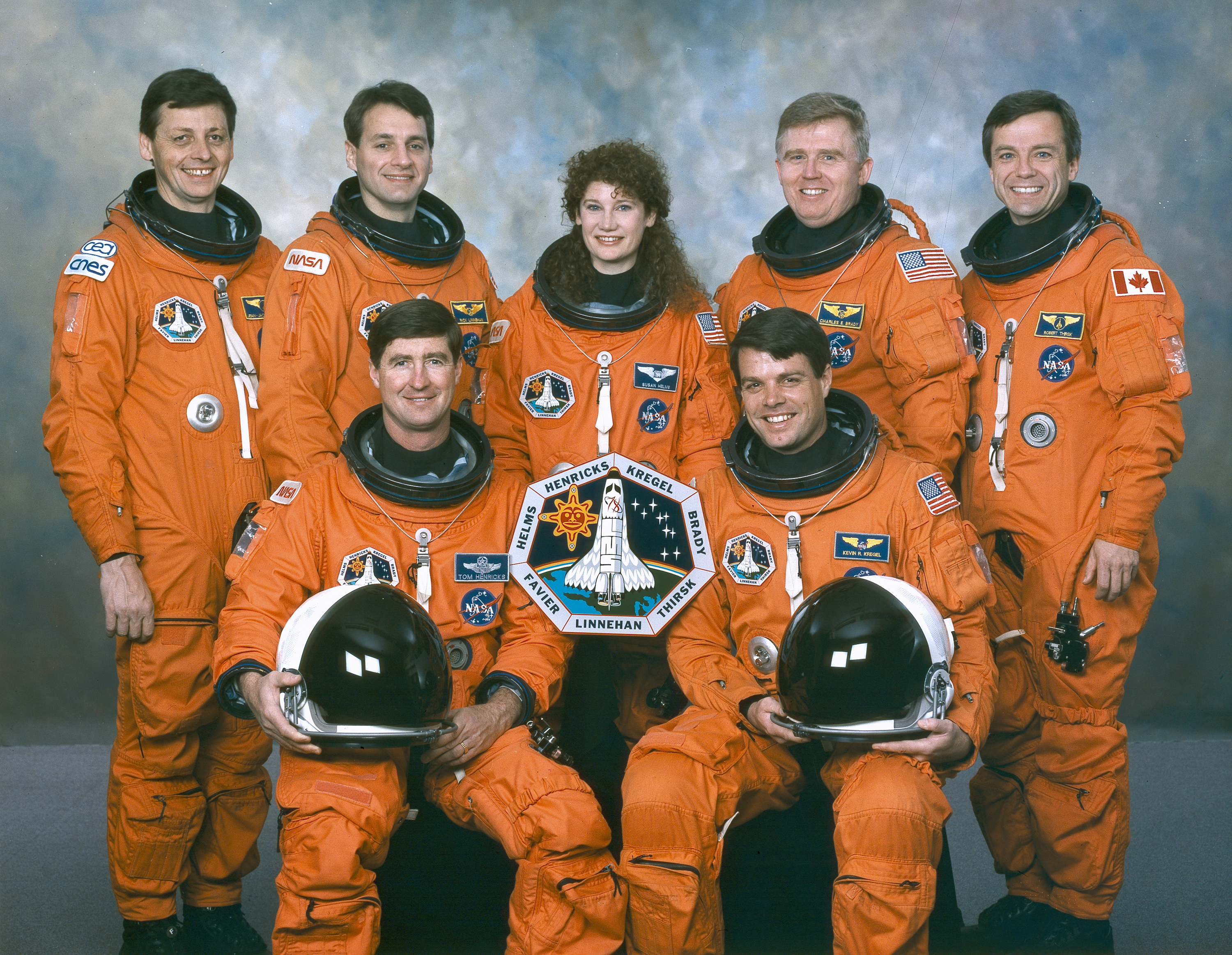
Екіпаж STS-78

STS-78 — 78-й старт у рамках програми «Спейс Шаттл» і 20-й космічний політ Колумбії, проведений 20 червня 1996 року.

## Програма польоту
У програму польоту входили експерименти по космічній біології, медицині та по матеріалознавству в лабораторному модулі «Спейслеб». Астронавти провели в космосі близько 11 діб і благополучно приземлилися на авіабазі Едвардс 7 липня 1996.

## Екіпаж
- (НАСА):Томас Хенрікс (англ. Terence Thomas Henricks) (4)[2] — командир
- (НАСА):Кевін Крегель Крегель (англ. Kevin Richard Kregel) (2) — пілот
- (НАСА):Річард Ліннехан (англ. Richard Michael Linnehan) (1) — фахівець польоту
- (НАСА):Сьюзен Гелмс (англ. Susan Jane Helms) (3) — фахівець польоту
- (НАСА):Чарлз Брейді (англ. Charles Eldon Brady) (1) — фахівець польоту
- (НЦДФ):Жан-Жак Фав'є (фр. Jean-Jacques Favier) (1) — фахівець з корисного навантаження
- (ККА): Роберт Терск (англ. Robert Brent Thirsk) (1) — фахівець з корисного навантаження.

## Параметри місії
- Маса:
  - під час зльоту:
  - під час посадки:
  - корисне навантаження: 9649 кг
- Перигей: 246 км
- Апогей: 261 км
- Нахил орбіти: 39,0°
- Період: 89,6 min
- Вихід 1 — Кеннеді LC-39B
- Початок: 20 червня 1996
- Кінець: 7 липня 1996
- Тривалість: 16 днів 1 година 21 хвилин | 48 секунд

## Ключові події місії
Під час місії екіпаж Колумбії брав участь у підготовці функціонування Міжнародної космічної станції, вивчаючи наслідки тривалого космічного польоту на організм людини під час МКС експедиції, а також здійснював наукові експерименти.
Після запуску Колумбія піднялася на висоту 278 км з нахилом орбіти 39° до Земного екватора, щоб дозволити членам екіпажу підтримувати ті ж ритми сну, до яких вони звикли на Землі, і для зменшення вібрації і спрямованої сили, які могли б вплинути на бортові експерименти з мікрогравітації.
Як тільки вийшли на орбіту, екіпаж увійшов до 13 м в довжину герметичного модуля Спейслеб і почав виконання більше 40 наукових експериментів. Крім експериментів в лабораторному модулі, використовувались комірки у відділенні middeck шатла. Тринадцять експериментів були присвячені вивченню впливу мікрогравітації на організм людини, в той час як ще шість вивчали поведінку рідин і металів в умовах майже невагомості і виробництво металевих сплавів і білкових кристалів. Екіпаж також провів перше комплексне дослідження сну в умовах мікрогравітації, дослідження кісток і втрату м'язової маси в просторі, а під час польоту виправлення проблем з обладнанням Bubble, Drop and Particle Unit (BDPU), призначеного для вивчення фізики рідин.

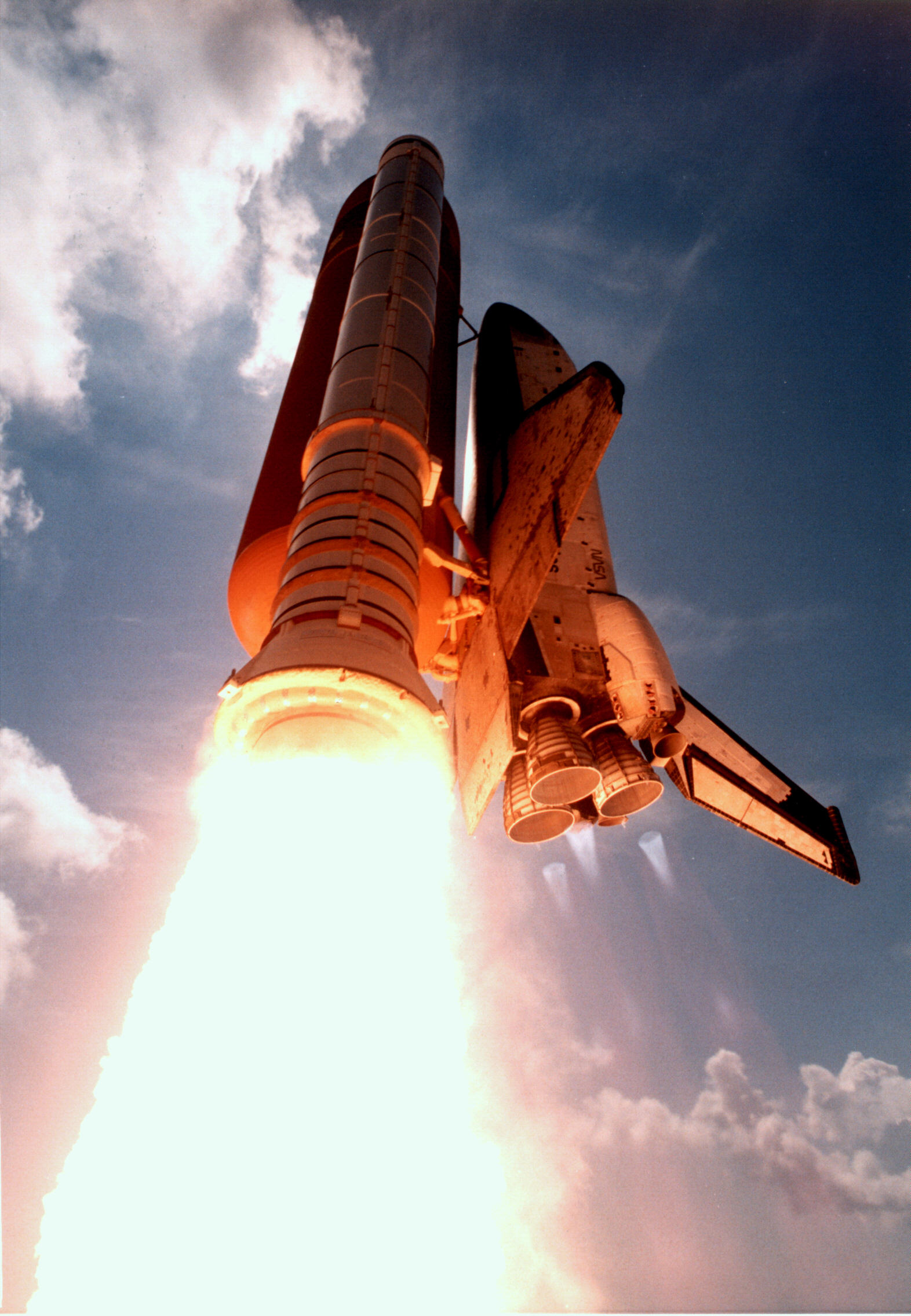
Зліт STS-78

Місія також показово випробувала процедуру, яка була пізніше використана під час другої місії з обслуговування космічного телескопа Хаббл: підняли телескоп без пошкодження сонячних батарей супутника. Під час випробування ноніусна Система управління реакцією струменя обережно імпульсно збільшила висоту Шатла без струсу корисного навантаження. Тест пройшов успішно, а потім був використаний Discovery під час STS-82, і ще кілька разів, щоб підвищити орбіту МКС під час візитів кораблів.
Місія не зіткнулася зі значними проблемами, це був 78-й політ космічного човника, і 20-й місії Колумбії.